# KamAZ-43502
Der KamAZ-43502 (russisch КамАЗ-43502) ist ein Lastwagen mit Allradantrieb aus der Produktion des KAMAZ-Werks in Nabereschnyje Tschelny. Der seit 2008 gebaute Pritschenwagen ist Nachfolger des geringfügig leichteren KamAZ-4350 sowie des KamAZ-43501.

## Fahrzeugbeschreibung

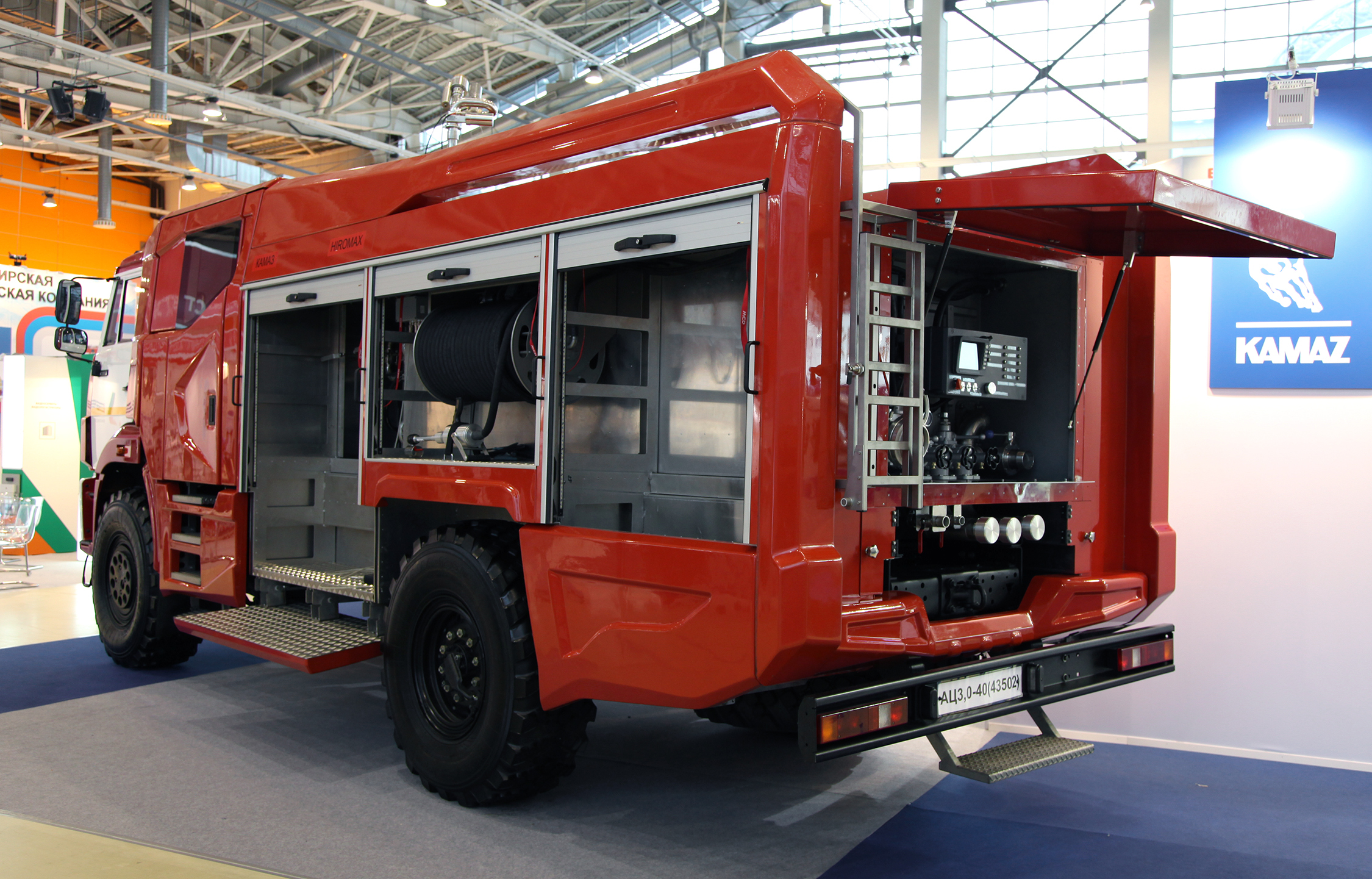
Heckansicht des gleichen Fahrzeugs (2013)

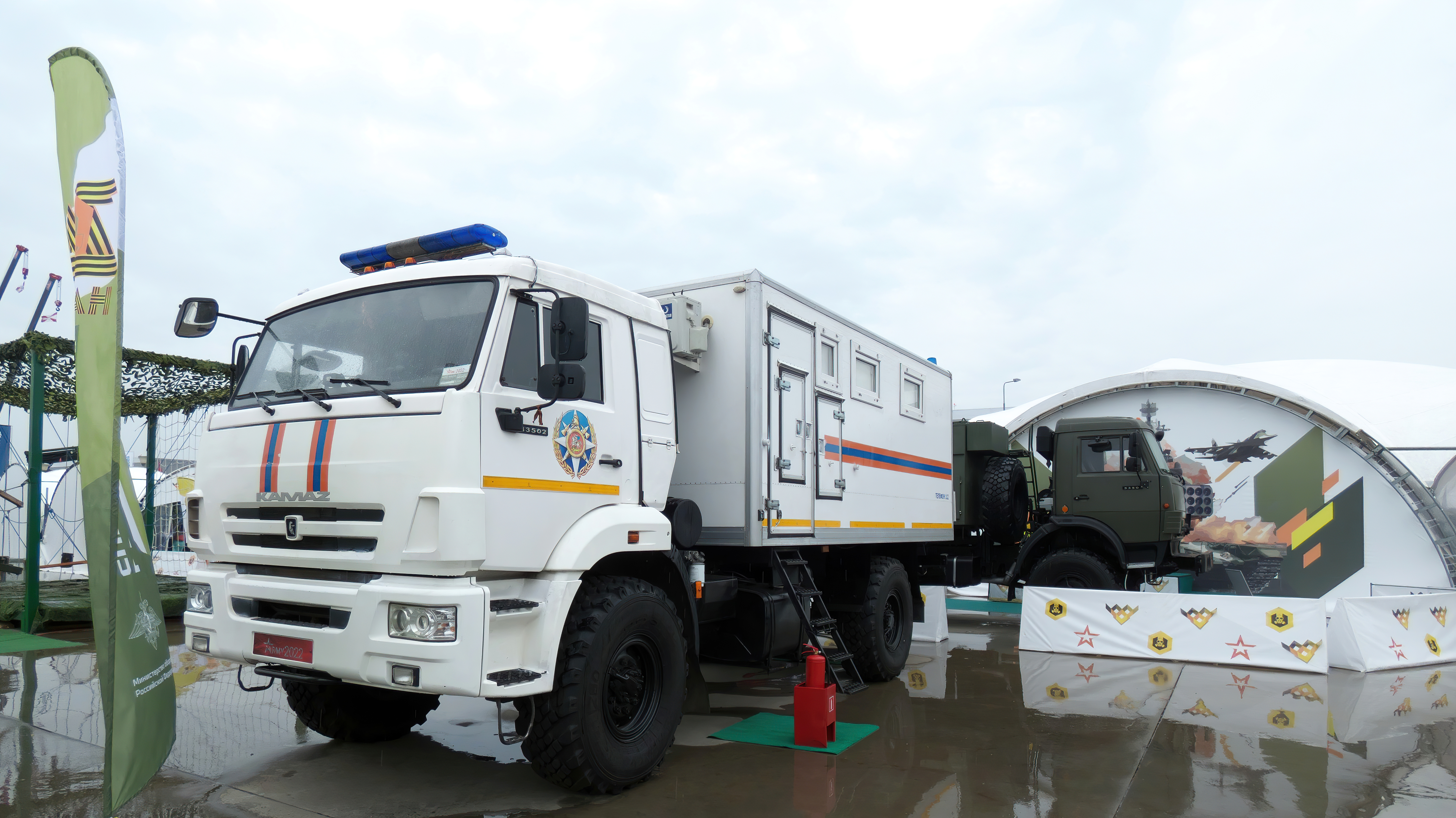
Rettungsfahrzeug

Die Serienproduktion des KamAZ-43502 begann im Jahr 2008. Neben der Version mit Pritsche werden seit 2013 auch Hubarbeitsbühnen und Feuerwehrfahrzeuge auf dem Fahrgestell des Lastwagens aufgebaut. Seit 2015 Gibt es zudem eine Variante des Offroadbusses NefAZ-4211, der das Fahrgestell des KamAZ-43502 nutzt.
Vom Hersteller kommt der Lastwagen in zwei Versionen, die sich hauptsächlich durch die Motorisierung unterscheiden. Während der KamAZ-43502-45 einen großvolumigen V8-Dieselmotor mit knapp zwölf Litern Hubraum aus eigener Fertigung nutzt, wird im KamAZ-43502-14(S4) ein importiertes Triebwerk von Cummins Engine verbaut. Der Importmotor entwickelt bei nur 6,7 Litern Hubraum eine Leistung von 275 PS (204 kw), was 15 PS mehr sind als bei Motoren von KAMAZ. In beiden Typen wird ein Neungangschaltgetriebe von ZF Friedrichshafen verwendet. Durch die größere Anzahl der Gänge (in den Vorgängertypen waren Fünfgang-Schaltgetriebe verbaut worden) konnte auf eine Geländeuntersetzung verzichtet werden.
Sämtliche andere technische Daten unterscheiden sich nur unwesentlich. Da der Motor von Cummins leichter ist, beide Lastwagen aber das gleiche zulässige Gesamtgewicht haben, kann der KamAZ-43502-15(S4) etwa 300 Kilogramm mehr zuladen. Die äußeren Abmessungen beider Lkw sind gleich, ebenso die sonstige verbaute Technik. Beide Versionen haben einen Schlafplatz in der Kabine und sind somit theoretisch auch für den Einsatz im Fernverkehr geeignet.

## Technische Daten
Die hier aufgeführten Daten gelten für Fahrzeuge vom Typ KamAZ-43502-45 mit russischem Motor, wie sie der Hersteller Mitte 2016 anbot. Über die Bauzeit hinweg und aufgrund verschiedener Modifikationen an den Fahrzeugen können einzelne Werte leicht schwanken.
- Motor: Viertakt-V8-Dieselmotor
- Motortyp: KamAZ-740.652-260
- Leistung: 260 PS (191 kW)
- maximales Drehmoment: 1128 Nm
- Hubraum: 11,76 l
- Bohrung: 120 mm
- Hub: 130 mm
- Abgasnorm: EURO 4
- Verdichtung: 17,9:1
- Getriebe: manuelles Neungang-Schaltgetriebe
- Getriebetyp: ZF 9S1310
- Kupplung: Zweischeiben-Trockenkupplung
- Tankinhalt: 2 × 210 l
- Höchstgeschwindigkeit: 100 km/h
- maximal befahrbare Steigung: 31 %
- Bordspannung: 24 V
- Lichtmaschine: 28 V, 3000 W
- Batterie: 2 × 190 Ah, in Reihe verschaltet
- Antriebsformel: 4×4

Abmessungen und Gewichte
- Länge: 7690 mm
- Breite: 2500 mm
- Höhe: 3540 mm
- Radstand: 4180 mm
- Wendekreis: 22 m
- Bodenfreiheit: 385 mm
- Abmessungen der Ladefläche (L × B × H): 4892 × 2470 × 730 mm
- Leergewicht: 8625 kg
- Zuladung: 4075 kg
- zulässiges Gesamtgewicht: 12.700 kg
- Anhängelast: 7000 kg
- zulässiges Gesamtgewicht des Zugs: 19.700 kg
- Achslast vorne: 5300 kg
- Achslast hinten: 7400 kg